# چرچپیکولا
چرچپیکولا (به ایتالیایی: Cercepiccola) یک کومونه در ایتالیا است که در استان کامپوباسو واقع شده‌است.

## خصوصیات
چرچپیکولا ۱۶٫۷ کیلومترمربع مساحت و ۷۱۲ نفر جمعیت دارد.